# Amiais de Baixo (vila)

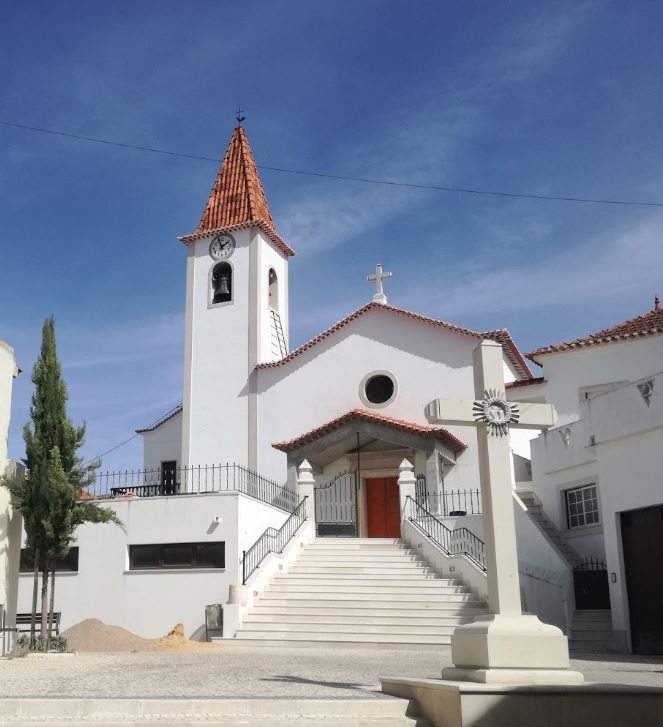
Igreja Matriz de Amiais de Baixo

Amiais de Baixo é uma vila portuguesa sede da Freguesia de Amiais de Baixo do Município de Santarém.
A vila de Amiais de Baixo e a freguesia em que se insere situam-se num vale, a sul do chamado Maciço Calcário Estremenho, com a Serra dos Candeeiros a poente e a Serra de Aire a norte, distando cerca de 35 quilómetros de Santarém.
A povoação de Amiais de Baixo foi elevada à categoria de vila pela Lei n.º 46/95 de 1995-08-30.

## Topónimo
A origem do topónimo Amiais está associada à possível existência de muitos amieiros nas margens da ribeira de Amiais que atravessa a vila e desagua junto à nascente do rio Alviela.
O topónimo "De Baixo" terá sido acrescentado para a distinguir da povoação contígua de Amiais de Cima, lugar pertencente à freguesia de Abrã.

## Economia
A extracção de madeira e a sua transformação, já há mais de duzentos anos, foram as suas actividades principais. Hoje, a indústria da cerâmica e electrónica, junta com o mobiliário, são as principais actividades. O comércio e serviços são também, na vila, actividades com importância significativa.

## Património
- Igreja Matriz de Nossa Senhora da Graça, construída depois de 1852.

Antes da fundação da freguesia, no século XVII, existiu aqui uma pequena capela dedicada a S.Gens.

## Festas e Romarias
- Festa/Romaria do Mártir São Sebastião.
- Festa do 10 de Junho
- Festival do Capado
- Feira Multi-sectorial de Amiais de Baixo

## Colectividades
- Casa do Povo de Amiais de Baixo
- Clube Desportivo Amiense
- APAB - Associação de Pais e Enc. Educação Eb1/JI Amiais de Baixo
- Clube de Caçadores Amiense.
- Associação Solidariedade Social e de Melhoramentos de Amiais de Baixo